# HAR
HAR – samochód wyścigowy, zaprojektowany i skonstruowany w 1949 roku przez Horace'a Richardsa. Używany w wielu wyścigach Formuły 2 w latach 50.

## Historia
Właściciel warsztatu w Birmingham, Horace Richards, postanowił na przełomie lat 40. i 50. zbudować samochód według przepisów Formuły 2. Od swoich inicjałów nazwał go HAR. Richards zbudował własne nadwozie oparte na ramie rurowej, zastosował niezależne zawieszenie na wszystkich kołach i umieścił dwulitrowy silnik Riley. Karoseria była wykonana z duraluminium.
Richards używał samochodu w latach 1952–1961. W latach 1960–1961 samochód uczestniczył w wyścigach Formuły Junior z silnikiem Riley 9 o pojemności 1,1 litra. Po śmierci Richardsa pojazd został własnością A.L. Healeya, a następnie Bettinsona, Jacka McEwena i Colina Clifforda.
Istniały plany skonstruowania samochodu HAR z silnikiem de Havilland Chipmunk o pojemności 16 litrów. Nigdy nie wyszły one poza fazę projektu.

## Wyniki
Źródła: statsf1, chicanef1, racingsportscars.com
| Legenda oznaczeń w tabelach wyników Wyświetl szablon na nowej stronie | Legenda oznaczeń w tabelach wyników Wyświetl szablon na nowej stronie                                                                     |
| Oznaczenie                                                            | Wyjaśnienie |
| --------------------------------------------------------------------- | --- |
| Złoty                                                                 | Zwycięzca lub mistrzostwo |
| Srebrny                                                               | 2. miejsce lub wicemistrzostwo |
| Brązowy                                                               | 3. miejsce lub II wicemistrzostwo |
| Zielony                                                               | Ukończył, punktował (w klasyfikacji generalnej, gdy zdobył co najmniej jeden punkt na przestrzeni sezonu, poza trzema powyższymi opcjami) |
| Niebieski                                                             | Ukończył, nie punktował (w klasyfikacji generalnej, gdy nie zdobył co najmniej jednego punktu na przestrzeni sezonu)                      |
| Czerwony                                                              | Nie zakwalifikował się (NZ) |
| Czerwony                                                              | Nie prekwalifikował się (NPK) |
| Różowy                                                                | Nie ukończył (NU) |
| Różowy                                                                | Niesklasyfikowany (NS) (w klasyfikacji generalnej, gdy nie został sklasyfikowany w żadnym wyścigu sezonu)                                 |
| Czarny                                                                | Zdyskwalifikowany (DK) |
| Czarny                                                                | Wykluczony (WYK/EX) |
| Biały                                                                 | Nie wystartował (NW) |
| Biały                                                                 | Kontuzjowany (K/INJ) |
| Biały                                                                 | Wyścig odwołany (OD/C) |
| Bez koloru                                                            | Został wycofany (WYC/WD) |
| Bez koloru                                                            | Nie przybył (NP/DNA) |
| Bez koloru                                                            | Nie brał udziału w treningach (NT/DNP) |
| Bez koloru                                                            | Nie został zgłoszony (–) |
| Pogrubienie                                                           | Start z pole position |
| Kursywa                                                               | Najszybsze okrążenie wyścigu |
| †                                                                     | Nie ukończył, ale jego rezultat został zaliczony ze względu na przejechanie więcej niż 90% dystansu wyścigu.                              |
| *                                                                     | Sezon w trakcie |
| 1/2/3                                                                 | Punktowana pozycja w sprincie kwalifikacyjnym                                                                                             |
| Lista systemów punktacji Formuły 1                                    | |

| Rok  | Wyścig                             | Kierowca        | Wynik |
| ---- | ---------------------------------- | --------------- | ----- |
| 1952 | Lavant Cup                         | Horace Richards | 12    |
| 1952 | BRDC International Trophy          | Horace Richards | NU    |
| 1952 | 500 Car Club                       | Horace Richards | NU    |
| 1952 | Sussex International Trophy        | Horace Richards | NU    |
| 1952 | Daily Mail Trophy                  | Horace Richards | NU    |
| 1952 | Scotland National Trophy           | Horace Richards | NU    |
| 1952 | Madgwick Cup                       | Horace Richards | NU    |
| 1952 | Newcastle Journal Trophy           | Horace Richards | NU    |
| 1953 | Aston Martin Owners Club           | Horace Richards | 8     |
| 1953 | BRDC International Trophy          | Horace Richards | NU    |
| 1953 | Ulster Trophy                      | Horace Richards | 14    |
| 1953 | Midlands MECC                      | Horace Richards | NU    |
| 1953 | GP Wielkiej Brytanii (wyścig tow.) | Horace Richards | 11    |
| 1953 | United States Air Force Trophy     | Horace Richards | NU    |
| 1953 | Bristol MC & LCC                   | Horace Richards | NU    |
| 1953 | Madgwick Cup                       | Horace Richards | NU    |
| 1953 | National Silverstone               | Horace Richards | 3     |
| 1954 | BRDC International Trophy          | Horace Richards | 16    |
| 1954 | Cornwall MRC Race                  | Horace Richards | NU    |
| 1954 | August Cup                         | Horace Richards | NZ    |
| 1954 | International Gold Cup             | Horace Richards | 12    |
| 1954 | RedeX Trophy                       | Horace Richards | 8     |
| 1954 | Goodwood Trophy                    | Horace Richards | NU    |
| 1954 | Madgwick Cup                       | Horace Richards | 13    |
| 1955 | Glover Trophy                      | Horace Richards | NU    |
| 1955 | Lavant Cup                         | Horace Richards | NU    |
| 1955 | National Silverstone               | Horace Richards | 3     |
| 1955 | National Oulton Park (kl. 2.0)     | Horace Richards | 3     |
| 1955 | Daily Record Trophy                | Horace Richards | NZ    |
| 1955 | Daily Telegraph Trophy             | Horace Richards | NU    |
| 1955 | National Silverstone               | Horace Richards | 2     |
| 1956 | Goodwood Trophy                    | Horace Richards | NU    |
| 1956 | Silverstone Trophy                 | Horace Richards | 4     |
| 1956 | International Gold Cup             | Horace Richards | 21    |
| 1957 | BRSCC Race                         | Horace Richards | NS    |
| 1957 | International Gold Cup             | Horace Richards | NU    |
| 1960 | Nottingham SCC                     | Horace Richards | NU    |
| 1960 | Nottingham SCC                     | Horace Richards | 7     |
| 1960 | Nottingham SCC                     | Horace Richards | 6     |
| 1960 | Nottingham SCC                     | Horace Richards | NU    |
| 1960 | Nottingham SCC                     | Horace Richards | NU    |
| 1961 | BRSCC Race                         | Horace Richards | NZ    |